# Пам'ятник Миколаю Копернику (Фромборк, 1909)
Пам'ятник Миколі Копернику у Фромборку (1909) — втрачений пам'ятник, присвячений найвідомішому мешканцю Фромборку, Миколаю Копернику, встановлений у 1909 році та знесений у 1947 році.

## Історія пам'ятника
Миколай Коперник був членом Вармінського капітулу і 48 років свого життя служив каноніком у Фромборку. Після смерті він був похований у соборі Фромборка.
Ініціатором вшанування пам'яті Миколая Коперника було Вармінське історичне товариство та настоятель кафедрального собору Франц Дітріх (який на той час був головою Вармінського історичного товариства). Влітку 1905 року було створено комітет для будівництва пам’ятника та розпочато збір коштів. Мешканці відгукнулись на збір пожертв, але до необхідної суми було далеко. На початку 1906 року Франц Діттріх попросив самого кайзера Вільгельма II підтримати цю ініціативу. Імператор погодився на цю ідею, влітку того ж року виділивши на пам'ятник суму в 20 000 марок. Це дало змогу розпочати реалізацію проєкту. Було обрано зручне місце для пам’ятника і восени 1906 року оголошено конкурс на проєкт. 28 травня 1907 року у Берліні засідала урядова комісія разом з головою комітету зі спорудження пам’ятника, професором Францем Ніденцу. Комітет не прийняв жоден з поданих проектів, але зазначив, що проект ельблозького скульптора Генріха Шпліта придатний для подальшої роботи. Було оголошено наступний конкурс. Однак він теж не дав результатів, оскільки кайзеру Вільгельму сподобався інший проект, представлений архітектором Максом Меккелем. Особисто внесши до цього проекту кілька поправок, імператор наказав відправити проєкт на доопрацювання. Проект був повернутий архітектору Меккелю, який надав йому остаточну форму, і проєкт був затверджений комісією 20 жовтня 1908 року.
Пам'ятник встановлено на найвищій точці Соборної гори над Віслинською затокою на висоті 25 м над рівнем моря. Співвиконавцем роботи був скульптор Юліус Зайц.
Пам'ятник був завершений 7 жовтня 1909 року і урочисто відкритий 8 жовтня самим кайзером Вільгельмом II, який, задоволений результатами роботи, після відкриття потиснув руку головному підряднику, архітектору Меккелю.
Після Другої світової війни цей монумент був знесений у 1947 році, оскільки вважався одним із символів фашизму. Залишився лише постамент зі входом з північного боку. У 1970 році знесено також і цоколь. Нині від місця пам’ятника не залишилося жодного сліду, є лише галявина біля канонії святого Станіслава Костки.
У 1973 році, у зв'язку з 500-річчям від дня народження астронома і святкуванням року Коперника, біля підніжжя Соборної гори було відкрито новий пам'ятник Копернику. Цей пам’ятник, був значно скромніший за розмірами, мав висоту 6 м на 3-метровому постаменті і не вражає такою художністю та монументальністю, як перший пам’ятник 1909 року.
|                                    |
| Вцілілий щит з портретом Коперника |

|                           |
| Сучасний пам'ятник (1973) |